# Darıca
Darıca è una città e un distretto della provincia di Kocaeli, in Turchia.